# Sinoxylon pugnax
Sinoxylon pugnax es una especie de escarabajo del género Sinoxylon, familia Bostrichidae. Fue descrita científicamente por Lesne en 1904.
Se distribuye por Asia. Habita en Afganistán, India, Irán, Omán y Pakistán. Mide 3,4-4,5 milímetros de longitud.